# André Glucksmann

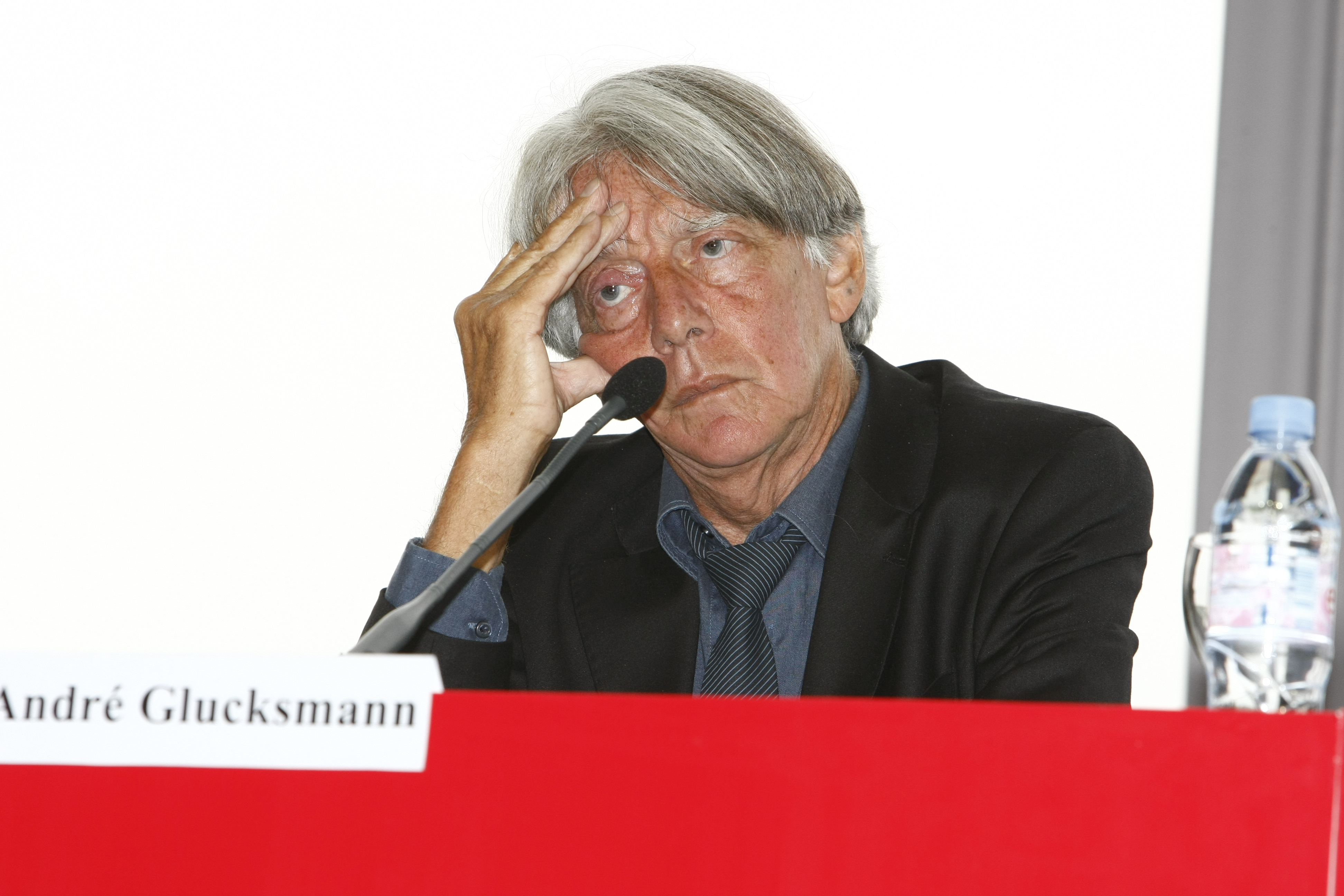
André Glucksmann

André Glucksmann, född 19 juni 1937 i Boulogne-Billancourt, död 10 november 2015 i Paris, var en fransk filosof och skribent. Han räknas till de nya franska filosoferna, tillsammans med bland andra Bernard-Henri Lévy och Alain Finkielkraut.
André Glucksmann är son till två österrikiska judar som flydde till Frankrike när Hitler kom till makten. Fadern dog ung, och familjen var nära att hamna i koncentrationsläger, men räddas av sonens franska medborgarskap. Under återstoden av kriget arbetade och bodde familjen på ett barnhem som familjen Rothschild upprättat. När han var tio år lämnade hans mor honom att klara sig på egen hand. 
Glucksmann, som deltog i majrevolten 1968, blev medlem av kommunistpartiet när han var 13 år, men trädde ur med anledning av Ungernrevolten. Efter att ha vurmat för Maos kulturrevolution, tog han med tiden avstånd från socialismen, och har senare, påverkad av Raymond Aron, under 2000-talet tagit politisk ställning för högern.
Han var en av de första filosoferna verksamma vid Centre national de la recherche scientifique, där han inriktade sig på filosofiska aspekter på krig och atomvapen, för att senare jämställa marxismen och nazismen, till exempel i boken La Cuisinière et le mangeur d'hommes, réflexions sur l'État, le marxisme et les camps (1975), som tillkom efter läsningen av Aleksandr Solzjenitsyn. Det är det enda av hans verk som översatts till svenska, Kokerskan och kannibalen: essayer om förhållandet mellan staten, marxismen och koncentrationslägren (1978). Med denna bok bidrog han avsevärt till att de franska filosoferna fjärmade sig från marxismen och till upplysning om Gulag.
Han fick sitt definitiva genombrott med Les Maîtres penseurs (1977), som behandlar de tyska "mästertänkarna" Johann Gottlieb Fichte, Friedrich Hegel, Friedrich Nietzsche och Marx, vilkas romantiserande av revolution han kritiserar för att ha grundlagt de totalitära staterna som växte fram under 1900-talet.
Glucksmann skildrade Berlinmurens fall i fransk press. Han stödde tjetjenerna under första Tjetjenienkriget och andra Tjetjenienkriget, ställde sig bakom invasionen i Irak 2003, och stödde Nicolas Sarkozy när denne 2007 ställde upp som presidentkandidat.
Som filosof har han kritiserat bland annat marxismen för förment sikte på frihet, när de egentligen endast bildar nya maktstrukturer som de enligt hans mening vidhåller med våld mot det som avviker från deras paradigm. Han är en av huvudpersonerna i den grupp franska vänsterfilosofer, nouveaux philosophes, som företräder antitotalitära åsikter, och som bröt med Marx, Friedrich Nietzsche och Friedrich Hegel.
Han var även medlem av Cercle de l'Oratoire som bildades med anledning av 11 september-attackerna.